# دویونگ
کیم دونگ-یونگ (به کره‌ای: 김동영؛ زادهٔ ۱ فوریهٔ ۱۹۹۶) که با نام هنری دویونگ (به انگلیسی: Doyoung) شناخته می‌شود، خوانندهٔ اهل کرهٔ جنوبی است. او عضو گروه پسرانهٔ کره‌ای ان‌سی‌تی و زیرگروه‌های ان‌سی‌تی یو و ان‌سی‌تی ۱۲۷ از آن است. دویونگ فعالیت حرفه‌ای خود را در آوریل ۲۰۱۶، به‌عنوان عضوی از زیرگروه چرخشی ان‌سی‌تی یو آغاز کرد و در ژانویهٔ ۲۰۱۷، به عضویت ان‌سی‌تی ۱۲۷ درآمد.